# Sädesavkok
Sädesavkok är en mineralrik dryck som traditionellt används vid olika åkommor. Säden läggs först i blöt under en tid. Därefter kokas den. Efter att säden kokat färdigt silar man av vätskan. Den avkokade säden kan användas till till exempel gröt eller bakning.
Det mest kända sädesavkoket är Barley Water, som görs på korn.
Avkoken nedan har traditionell användning som:
- Kornavkok - användning som "stärkande".
- Speltavkok - för matsmältningen eller som fastedryck.
- Havreavkok för mage och tarm tillsammans med kornavkok.
- Rågavkok - som "stärkande".
- Risavkok - traditionell användning vid diarré, tillsammans med till exempel mjölksyrat spad, citron eller äppelcidervinäger.
- Hirsavkok användning som "närande".